# 新华路街道 (巩义市)
新华路街道，是中华人民共和国河南省郑州市巩义市下辖的一个乡镇级行政单位。

## 行政区划
新华路街道下辖以下地区：
文化街社区、育英街社区、新华北路社区、货场路社区、桐本北路社区和新兴路社区。